# Дюсьметьевский сельсовет
Дюсьметьевский сельсовет — сельское поселение в Пономарёвском районе Оренбургской области Российской Федерации.
Административный центр — село Дюсьметьево.

## История
9 марта 2005 года в соответствии с законом Оренбургской области № 1909/346-III-ОЗ образовано сельское поселение Дюсьметьевский сельсовет, установлены границы муниципального образования.
26 июня 2013 года в соответствии с законом Оренбургской области № 1663/465-V-О в состав сельсовета включен упразднённый Алексеевский сельсовет.

## Население
| 2010 | 2012 | 2013 | 2014 | 2015 | 2016 | 2017 |
| ---- | ---- | ---- | ---- | ---- | ---- | ---- |
| 602  | ↘558 | ↘550 | ↗789 | ↘757 | ↘735 | ↘717 |
| 2018 | 2019 | 2020 | 2021 |      |      |      |
| ↘686 | ↘650 | ↘636 | ↘617 |      |      |      |

## Состав сельского поселения
| № | Населённый пункт | Тип населённого пункта       | Население |
| - | ---------------- | ---------------------------- | --------- |
| 1 | Алексеевка       | село                         | ↘261      |
| 2 | Дюсьметьево      | село, административный центр | ↘550      |